# 키츠 치리
키츠 치리는 일본의 만화 및 애니메이션 《안녕, 절망선생》의 등장 인물이다. 이름은 "확실히 하다"의 일본어인 "キッチリ 킷치리[*]"에서 따온 걸로 추측된다.

## 외관
- 학생이라, 평소에는 교복을 입고다닌다. 사복센스는 원색 계통의 옷을 주로 입는다. 성격상 어정쩡한 옷을 싫어하며 오소독스한 패션을 선호한다.
- 헤어스타일은 긴 장발에 5:5 가르마. 머리띠를 할 때도 있다.
  - 실은 곱슬머리라 매일 아침 열심히 피고 나온다.
  - 후반부로 갈수록 머리띠를 자주한다.
- 키는 158cm이고 몸무게는 45kg이다. 하지만 다른 인물들보다 작아보인다.
- 가슴크기는 본편 다른 등장 인물들과 비교해 매우 작은 편, 그럼에도 조금 있어보이는 이유는 안에 나이프를 넣기 때문
- 눈썹은 짙고, 위로 찢어진 눈이다.
- 깔끔하다.

## 성격
- 매우 질적이고 강박관념적인 성격. 평소때는 제어를 잘하나 어정쩡한 것을 보면 폭주한다.
- 매우 폭력적은 강하다.
- 마르크스 사상적인 면이있다.
- 명령조로 말할 때가 많다.

## 특징
일본 도쿄 코이시카와 구에 소재한 고등학교의 2학년 헤(4)반에 재학 중이다. 출석번호는 20번. 성적도 높으며 본 고등학교 다도부의 부장도 겸하고 있다. 뭐든지 반듯하거나 딱 떨어지지 않으면 참지를 못하는 성격의 소유자. 강박증이 의심될 정도로 집착하나 후반부로 갈수록 설정이 약해진다.

### 가정
주소는 위에 언급한 코이시카와 구로 되어있다. 가족관계는 아버지와 어머니, 언니. 아버지와 어머니의 정보는 알려지지 않음. 하즈메라는 애완견도 키우고있다.

### 강박관념
생략과 여운 등을 극히 싫어한다. 하트모양 초콜릿은 제대로 심장모양으로 만들고, 꿈을 꾸면 반드시 꿈일기를 쓴다. 시간약속을하면 1분의 오차도 없이 제 시간에 도착.

## 특기
다도, 재봉 등의 평범한 특기도 있으나, 보통 여자로는 생각할 수 없는 체력과 운동능력의 소유자이기도 하다.

### 전투 능력
삽과 배트등을 능숙하게 다룬다. 보통의 쓰임새로 능숙하게 다루는 것이 아니라, 사람을 공격할 때 능숙하게 다루며 이미 삽은 그녀의 마스코트처럼 되어버렸다. 또한 앞에서 언급했듯이, 브래지어 안에 나이프를 넣고있어 암기로도 사용한다.

### 초능력
주술, 예언등의 능력도 선보였으며 천리안의 소유자. (치리의 일어표기가 千里임을 이용한 말장난)

### 공간활용능력
데드스페이스를 절대로 허용하지 않는 여자로써, 쓸모없는 공간활용과 물품배치의 달인이다. 테트리스의 여왕.

## 그 외
- 작중 등장인물 후지요시 하루미와 어렸을때부터 알던 사이이며, 특히 친하다.
- 초반에 반장이라고 불리지만, 사실 반장은 아니다.
- 치리라는 이름은 부모님이 토메, 미라쿠루중에 고민하다가 제 3의 선택을 한 것이다.